# Rinaldo degli Albizzi

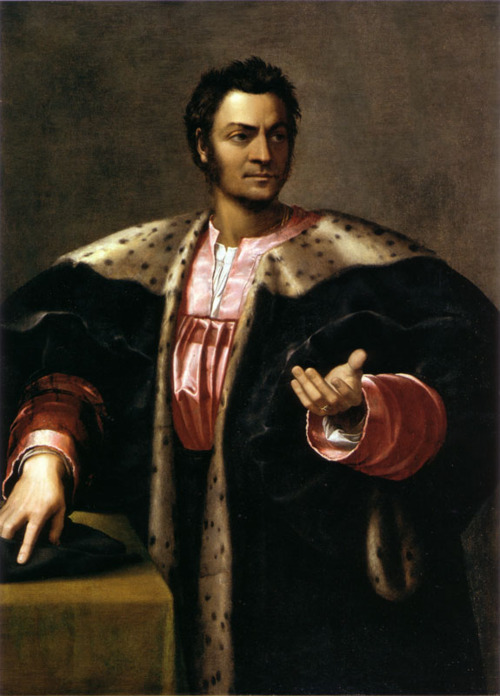
Rinaldo degli Albizzi

Rinaldo degli Albizzi (Florence, 1370 - Ancône, 1442) was een telg uit de Italiaanse edele familie Albizzi. Samen met Palla Strozzi was hij de grootste tegenstander van de machtsgreep van Cosimo de' Medici.

## Biografie
Rinaldo degli Albizzi was de zoon van Maso degli Albizzi. Na de opstand van Volterra tegen Florence, werd Rinaldo degli Albizzi gestuurd naar Volterra om de stad te heroveren van de rebellen. Later heeft hij Niccolò Fortebraccio aangezet om Lucca aan te vallen. Tijdens deze campagne werd hij beschuldigd van zichzelf te willen verrijken door te plunderen. Hij werd ontheven uit zijn positie en werd teruggeroepen naar Florence.
Later, in 1430, overtuigde Rinaldo verschillende prominente edellieden om zich tegen Cosimo de' Medici te keren. Hij vreesde dat de familie de' Medici te machtig ging worden. Hij liet Cosimo komen naar het Palazzo Vecchio waar die werd gearresteerd. Na een kort proces werd Cosimo verbannen  voor 20 jaar.
Toen de stad door de oorlog met Milaan in moeilijkheden raakte, keerde Cosimo  - amper een jaar na zijn verbanning - terug, populairder dan ooit. Nadien werd Rinaldo op zijn beurt verbannen. Hij stierf in 1442 in Ancona.

## Rinaldo degli Albizzi in fictie
Rinaldo werd in de televisiereeks Medici: Masters of Florence vertolkt door Lex Schrapnel.